# Timandra flavisponsaria
Timandra flavisponsaria là một loài bướm đêm trong họ Geometridae.